# Ferrari F430
Ferrari F430 je automobil kojeg proizvodi talijanski proizvođač superautomobila Ferrari. Debitirao je na pariškom salonu automobila 2004. godine. Izravna je zamjena za model 360 Modena. Proizvodi se kao coupe i cabrio (Spider).

## Dizajn
Dizajnom je F430 temeljito redizajnirani model 360 Modena. Automobil je oblikovan da bude aerodinamičniji i da pruža više potiska na višim brzinama. Prednji kraj je napravljen po uzoru na trkaće automobile iz 60-ih godina 20. stoljeća. Stražnji kraj gotovo je isti kao na modelu Enzo.

## Motor
Ferrari F430 je dobio novi 4,3L V8 motor. Motor je veliki odmak od prijašnijh Ferrarijevih V8 motora, koji su se uz neke promjene ugrađivali još od 50-ih godina prošlog stoljeća. Iz 4.3 litre proizvodi 490 KS pri 8500 okretaja.

## Performanse
- 0-100 km/h - 4 s
- Maksimalna brzina - 315 km/h

## F430 Scuderia
Potaknuti uspjehom modela 360 Challenge Stradale, Ferrari je odlučio proizvesti i olakšanu verziju F430 Coupea. Otkrio ga je bivši vozač Formule 1 Michael Schumacher na salonu automobila u Parizu 2007. godine. Olakšan je za 100 kg, a motor je ojačan na 510 KS što mu daje još bolje performanse. Ugrađen je i novi poluatomatski mjenjač s dvostrukom spojkom, koji pomoću polugica iza volana omogućuje promjenu brzine u svega 60 milisekundi. Tako F430 Scuderia do 100 km/h ubrzava za 3.5 s. Od dizajnerskih detalja, tu su novi prednji i stražnji branik, karbonski retrovizori i specijalno dizajnirani aluminijski naplaci.

## Vanjske poveznice
- Službene stranice